# Szegerdő
Szegerdő là một thị trấn thuộc hạt Somogy, Hungary. Thị trấn này có diện tích 5,46 km², dân số năm 2010 là 230 người, mật độ 42 người/km².